# Krasnokamiensk

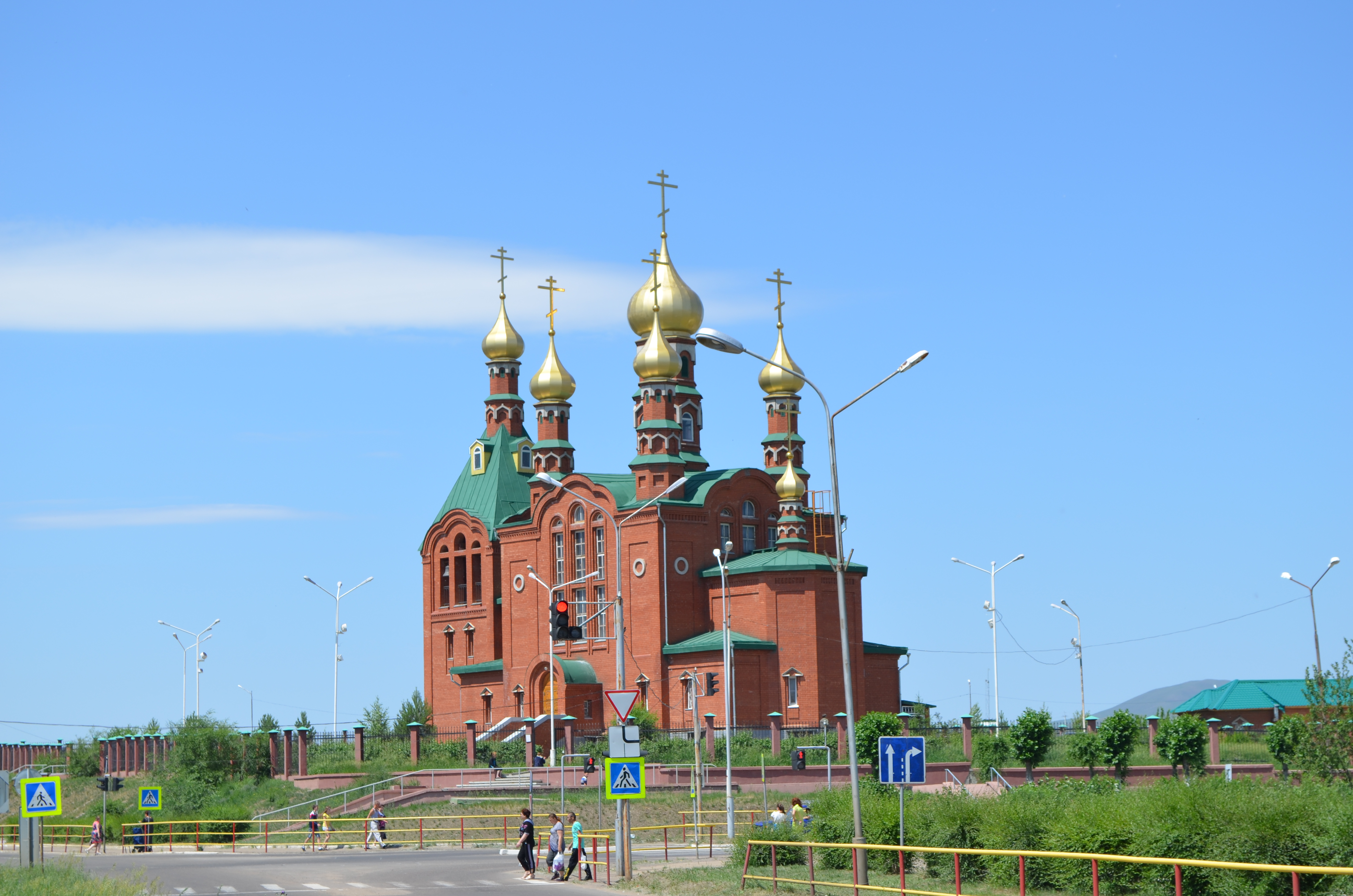
Cerkiew Zbawiciela

Krasnokamiensk, Krasnokamieńsk (ros. Краснокаменск) – miasto w Rosji położone na Dalekim Wschodzie, w Kraju Zabajkalskim. Leży ok. 5,5 tys. km na wschód od Moskwy, w pobliżu granicy z Chinami i Mongolią, u podnóży Gór Arguńskich. Założone w 1968 na ogromnych złożach uranu. Znajdują się tu największe kopalnie uranu na całej Syberii.
Miejsce odbywania kary obozu pracy przymusowej przez Michaiła Chodorkowskiego w latach 2005 i 2006.

## Miasta partnerskie
- Manzhouli

## Nauka i oświata
W mieście znajduje się Krasnokamieńskie Technikum Politechniczne - filia Narodowego Instytutu Badań Jądrowych.